# Capulus elegans (Deshayes, 1824)
Espèce
Capulus elegans (appelé Cabochon élégant, par Deshayes) est une espèce fossile de mollusques gastéropodes appartenant à la famille des Capulidae. Elle est trouvée dans des terrains datant de l'Éocène dans l'Oise, en Picardie.
Synonyme : Pileopsis elegans Deshayes, 1824
Note : Cette espèce admet un homonyme : Capulus elegans (Tapparone Canefri, 1877), une espèce actuelle trouvée en Papouasie.